# St Mark’s Church (Dundee)

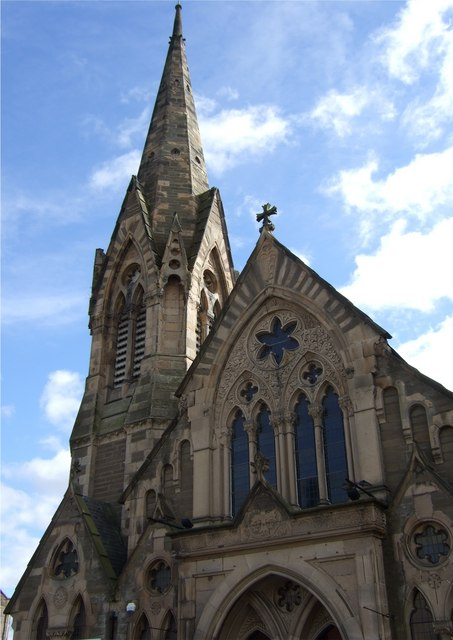
St Mark’s Church

Die St Mark’s Church, auch Greenfield Church, ist ein Kirchengebäude in der schottischen Stadt Dundee in der gleichnamigen Council Area, das heute als Gate Church freikirchlich genutzt wird. 1965 wurde das Bauwerk in die schottischen Denkmallisten in der höchsten Denkmalkategorie A aufgenommen.

## Beschreibung
Die neogotische St Mark’s Church steht an der Einmündung des Greenfield Place in die Perth Road westlich des Stadtzentrums. Das Gebäude wurde 1869 nach einem Entwurf des schottischen Architekten Frederick Thomas Pilkington fertiggestellt. 1879 wurde sie nach einem Entwurf Ireland & MacLarens erweitert. Links an der nordexponierten Hauptfassade ragt der Glockenturm mit quadratischem Grundriss auf. An seiner Seitenfassade ist ein spitzbogiges Nebenportal mit Sechspass im Tympanum eingelassen. Unterhalb des oktogonalen, spitzen Helms sind gepaarte, offene Lanzettfenster zu finden.
Unterhalb des Hauptgiebels sind zwei durch einen Trumeaupfeiler unterstützte Spitzbogenportale in einer spitzbogigen Öffnung eingelassen. Die Tympana, und auch der mit Sechspass ausgeführte Zwickel zwischen den Portalen, sind mit Blattornamenten ausgeführt. Darüber sind in weiten spitzbogigen Aussparungen zwei gepaarte Lanzettfenster mit Vierpässen und abschließendem Sechspass zu finden. Die Typana sind ebenfalls detailliert ornamentiert. Auf dem Giebel sitzt ein schmiedeeisernes Kreuz. Die Dächer sind mit Schiefer eingedeckt.